# نيت بيرلسون
نيت بيرلسون هو لاعب كرة قدم أمريكية كندي، ولد في 19 أغسطس 1981 في كالغاري في كندا.

## وصلات خارجية
- نيت بيرلسون على موقع مرجع كرة القدم المحترفة.كوم (الإنجليزية)